# Laheshwar, Basavakalyan
Laheshwar là một làng thuộc tehsil Basavakalyan, huyện Bidar, bang Karnataka, Ấn Độ.